# Thunderbolts Way

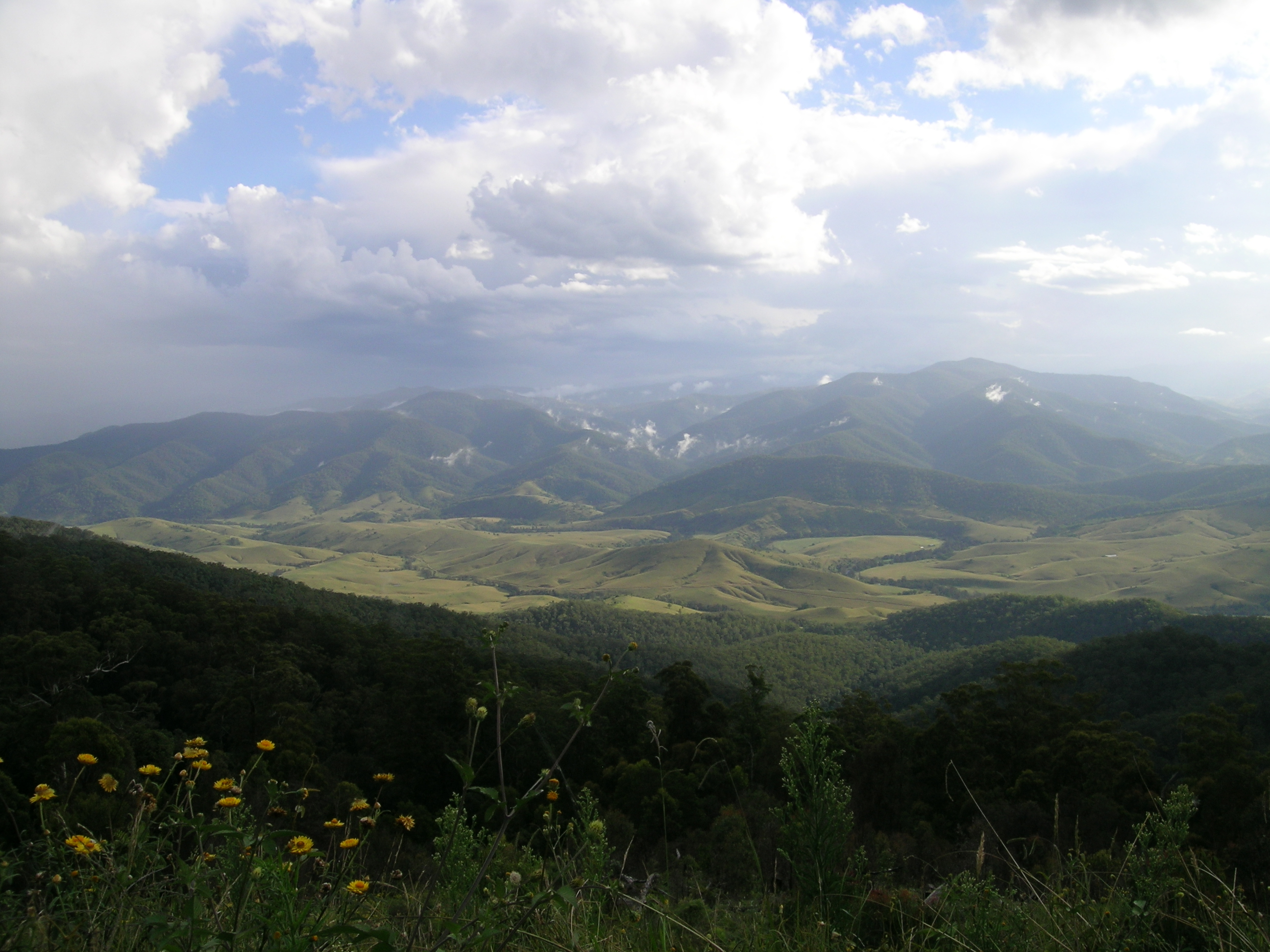
Blick vom Carson’s Lookout am Thunderbolt’s Way

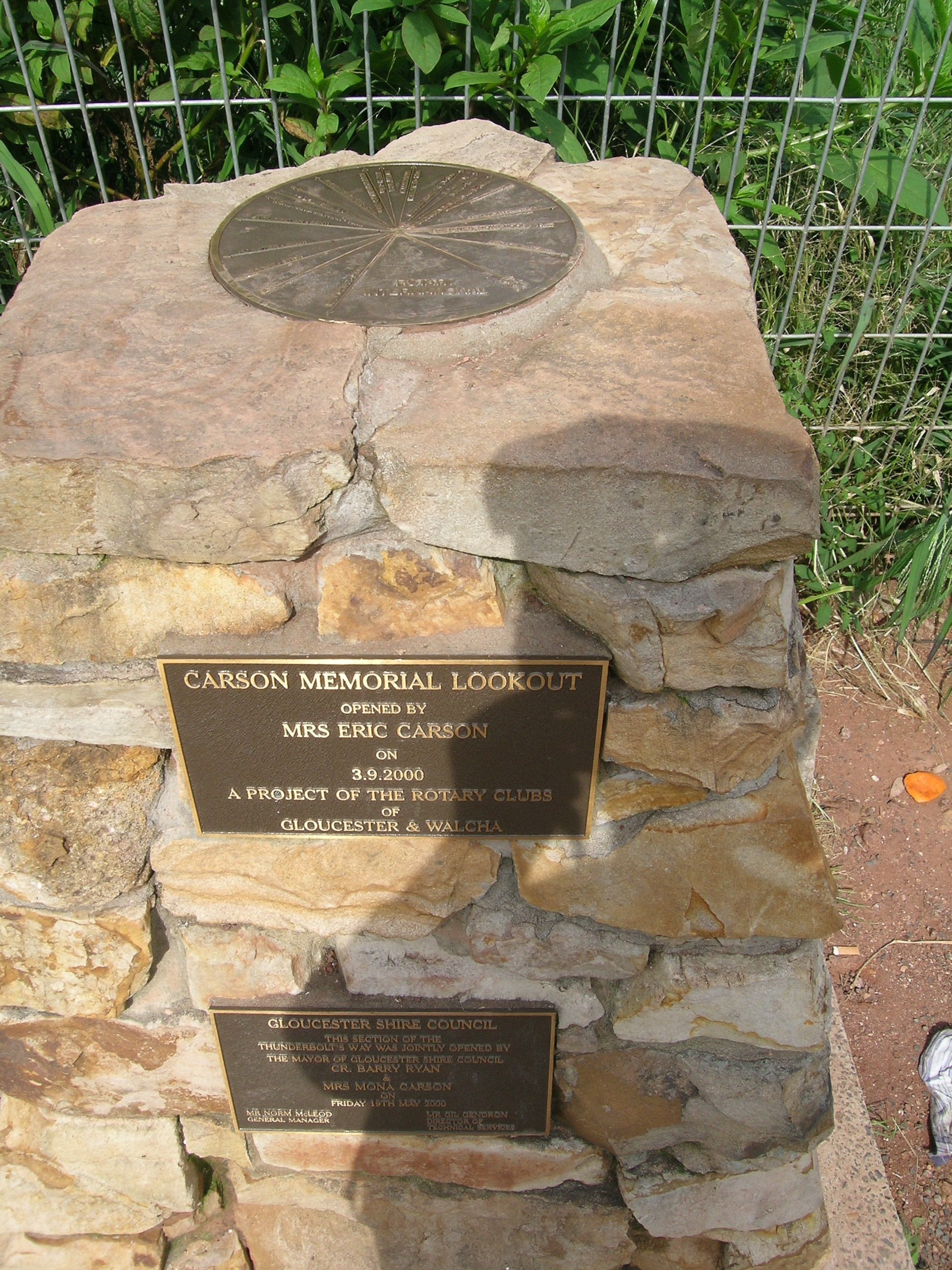
Gedenktafel am Carson’s Lookout am Thunderbolt’s Way

Der Thunderbolts Way ist eine Verbindungsstraße im Nordosten des australischen Bundesstaates New South Wales. Er verbindet den Bucketts Way in Gloucester mit der Inverell-Bundarra Road am Copes Creek, 16 km südlich von Inverell.

## Geschichte
Eric Carson (1913–1999), ein Sägewerksbesitzer und Straßenbauer aus Gloucester, baute die erste Straße durch das Gebirge der Great Dividing Range, um das großartige Hartholz aus den Wäldern abzutransportieren. Viele Jahre lang hatte er erfolglos versucht, die Politiker von einer Straße durchs Gebirge von Gloucester nach Nowendoc zu überzeugen, fing er einfach selbst an, sie zu bauen. Der Bau der Straße durch 32 km der steilsten und wildesten Gegenden des Staates war mit vielen Gefahren verbunden, aber 1961 konnte er sie fertigstellen.
Carson’s Lookout, wo an seine Arbeit erinnert wird, liegt zwischen Gloucester und Nowendoc und bietet sich als guter Aussichtspunkt über das Panorama der Gebirgskette an.
Die Straße wurde nach dem berüchtigten Strauchdieb Frederick Ward (1835–1870) benannt, der unter seinem Pseudonym Captain Thunderbolt bekannt war. Er durchstreifte im 19. Jahrhundert diese Gegend.

## Verlauf
Von Gloucester führt die Straße nach Nord-Nordosten durch dicht bewaldete Berge, über den Gloucester River, den Barrington River, den Bowman River, den Manning River und den Barnard River, sowie entlang des Nowendoc River, vorbei am Woko-Nationalpark und an verschiedenen Naturreservaten. In Nowendoc folgt sie weiter dem Flusslauf nach Nordwesten bis zur Quelle. Später biegt sie nach Norden ab und kreuzt in Walcha den Oxley Highway (R34)
Von dort führt der Thunderbolts Way wieder nach Nord-Nordwesten zum New England Highway (N15), den er in Uralla überquert. Bei der Siedlung Rocky River führt er über den gleichnamigen Fluss und dann entlang des Gwydir River bis Yarrowyck. Weiter zieht die Straße nach Nordwesten und überquert den Gwydir River zweimal bei Bundarra. Hier verlässt sie den Fluss und führt direkt nach Norden, Richtung Inverell. Den Gwydir Highway (R38) erreicht sie jedoch nicht, sondern endet 16 km südlich von Inverell am Copes Creek, von wo aus die Inverell-Bundarra Road die weitere Verbindung nach Norden bildet.

## Touristische Bedeutung
Die steile, kurvige Straße ist bei Touristen, besonders auch Motorradfahrern, sehr beliebt und bietet viele Stellen für Picknicks und zum Fischen. Zelten am Fluss ist in der Gloryvale Reserve und in der Bretti Reserve möglich. Bei der Brücke über den Barrington River gibt es einen Picknickplatz mit Toiletten.
Gelegentlich kann man von der Straße aus Dingos, Koalas oder Wombats beobachten. An der Südwestabdachung der Great Dividing Range hört man auch öfters die Rufe von Bellbirds (Manorina melanophrys).
In Uralla steht eine Statue von Captain Thunderbolt an der Kreuzung von Thunderbolts Way und New England Highway.
In der Mount Yarrowyck Nature Reserve bei der gleichnamigen Siedlung am Gwydir River gibt es Höhlenzeichnungen der Aborigines zu sehen, ebenso wie die wundervolle Natur um den Mount Yarrowyck.
Die Gwydir-Brücke in Bundarra ist eine 1881 erstellte Stahlfachwerkbrücke mit fünf Abschnitten, 204 m lang und 5,6 m breit. Wegen ihrer Konstruktion, ihres geschichtlichen Wertes und ihrer ästhetischen Erscheinung gilt sie als Denkmal von bundesstaatlichem Rang.